# Tremendously high frequency
Tremendously high frequency (abbreviato con la sigla THF) è un termine usato da alcuni autori, per indicare quella parte delle onde radio compresa tra 300 GHz e 3 THz, frequenze dove la radiazione elettromagnetica è considerata luce infrarossa inferiore (o lontana), meglio nota come radiazione Terahertz. La banda THF è caratterizzata da una lunghezza d'onda che varia tra il millimetro e i cento micrometri. Per questo motivo l'insieme delle onde THF viene anche definito "onde submillimetriche"  o "banda submillimetrica". Alcune di queste frequenze, come 322 GHz, 403 GHz e 411 GHz, vengono utilizzate per le trasmissioni radioamatoriali.